# Kirjokansivirales

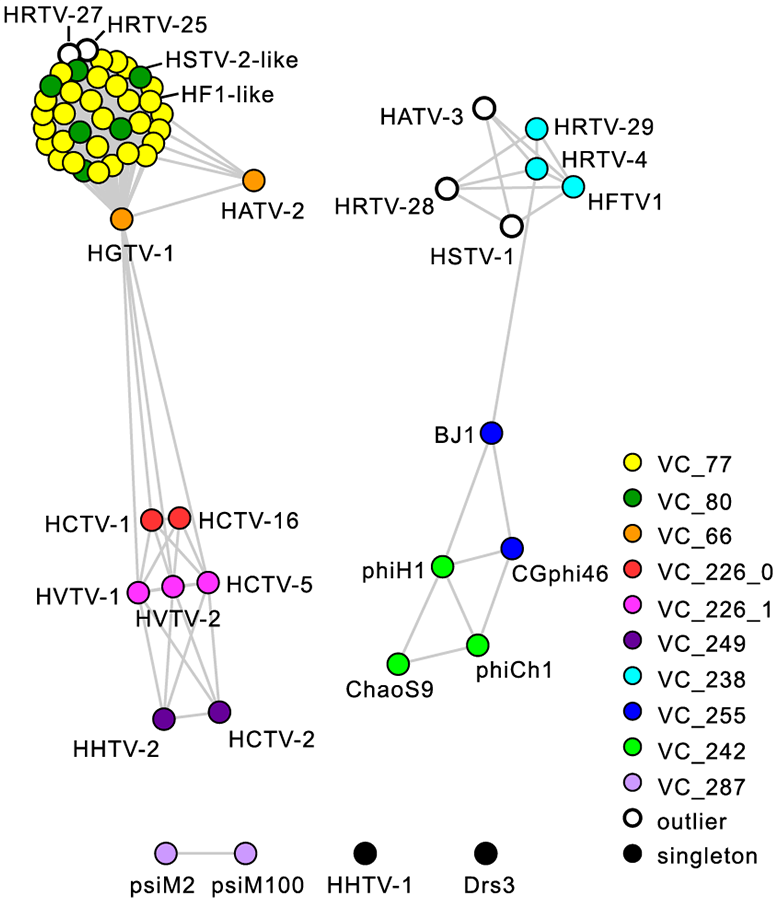
Clusteranalyse unter den Archaeenviren der Caudoviricetes (arTVs). Mitte und oben links: Thumleimavirales, Mitte und oben rechts: Kirjokansivirales, unten: Methanobavirales.

Kirjokansivirales ist eine vom International Committee on Taxonomy of Viruses (ICTV) im März 2022 mit der Master Species List (MSL) #37 neu geschaffene Ordnung von Viren innerhalb der Klasse Caudoviricetes.
Die Einrichtung dieser Klasse geschah im Zug der Reorganisation dieser Klasse von Viren mit Kopf-Schwanz-Aufbau (die zuvor von der früheren Ordnung Caudovirales im taxonomischen Rang hochgestuft worden war).
Diese Reorganisation war nötig geworden, nachdem Genomanalysen eine sehr große Heterogenität dieser heutigen Klasse gezeigt hatten, die sowohl Bakterienviren als auch Archaeenviren (englisch archaeal tailed viruses, arTVs) umfasst, und deren Genom grundsätzlich aus einem dsDNA-Molekül besteht, das entweder linear oder ringförmig geschlossen sein kann.
Die Ordnung Kirjokansivirales umfasst eine Klade (Verwandtschaftsgruppe) von solchen arTVs, die in der Genome Relationships Applied to Virus Taxonomy (GRAViTy) genannten Clusteranalyse eine als Cluster II bezeichnete Klade bildeten.
Einige der in diesem Cluster angesiedelten Viren bildeten eine Gruppe auf Familienebene; für sie wurde die Familie Haloferuviridae eingerichtet, bestehend aus einigen monotypischen Gattungen, d. h. mit nur jeweils einer Spezies (Art).
Drei weitere Viren aus dieser Analyse waren mit den Mitgliedern der Haloferuviridae als Ausreißer im Netzwerk verbunden. Für sie wurde daher jeweils eine neue Familie eingerichtet (Pyrstoviridae, Shortaselviridae und Suolaviridae), von denen jede (zunächst) nur eine Gattung und diese nur eine Spezies für das jeweilige Virus enthielten.
Die in der neuen Ordnung Kirjokansivirales zusammengefassten Viren teilen sich mehrere Gene, darunter:
- Gene, die an der Morphogenese der Viruspartikel (Virionen) beteiligt sind: Das Hauptkapsidprotein (englisch Main Capsid Protein, MCP), die Basisplatte (engl. Baseplate Hub), u. a.[6][7]
- Gene für die Genomreplikation: PCNA und MCM
- Gene mit anderen Funktionen: Endonukleasen, Rad52, GIY-YIG und HNH.

Ihre Wirte sind halophile (salzliebende) Archaeen, sie selbst werden daher informell (nicht-taxonomisch) als Haloviren klassifiziert (s. u.).

## Etymologie
Die Bezeichnung Kirjokansivirales leitet sich ab von „Kirjokansi“ (ausgesprochen [ˈkirjoˌkɑnsi]), einem Begriff aus der finnischen Mythologie. 
Im finnischen Epos Kalevala ist es ein magischer Gegenstand, der seinem Besitzer Reichtum und Glück bringt, darunter auch als wertvolles Gut Salz, eine Anspielung auf wird die Halophilie der Viren dieser Ordnung bzw. ihrer Archaeenwirte.

## Systematik

Schemazeichnung eines Virions der Familien Graaviviridae, Haloferuviridae & Pyrstoviridae; Querschnitt und Seitenansicht

Schemazeichnung eines Virions der Familie Shortaselviridae; Querschnitt und Seitenansicht

Die meisten der von den Mitgliedsviren gebildeten Gattungen und Familien umfassen jeweils nur ein Mitglied, was darauf hindeutet, dass die genetische Vielfalt dieser Archaeenviren noch weitgehend unerforscht ist. Die folgende Liste gemäß International Committee on Taxonomy of Viruses (ICTV) hat den Stand Anfang März 2025:
Klasse Caudoviricetes
- Ordnung Kirjokansivirales (halophile arTV Klade II: Archaeen-Viren mit Kopf-Schwanz-Struktur: Siphoviren und Podoviren; 4 Familien)[6][7]
  - Familie Graaviviridae (früher Flexireviridae, Siphoviren, 2 Gattungen)
    - Gattung Beejeyvirus (1 Spezies)
      - Spezies Beejeyvirus bagaejinnorense (früher Beejeyvirus BJ1) mit
Halorubrum virus BJ1 (BJ1) alias Archaeal BJ1 virus, (BJ1); Wirt: Halorubrum cf. saccharovorum[10]

    - Gattung Seejivirus (1 Spezies)
      - Spezies Seejivirus salhabitans (früher Seejivirus CGphi46) mit
Halorubrum virus CGphi46 (CGphi46)[11]

  - Familie Haloferuviridae (Siphoviren, 3 Gattungen)
    - Gattung Dpdavirus (1 Spezies)
      - Spezies Dpdavirus caudatum (früher Dpdavirus HRTV29) mit
Halorubrum tailed virus 29 (HRTV29)

    - Gattung Retbasiphovirus (1 Spezies)
      - Spezies Retbasiphovirus hantatum (früher Retbasiphovirus HFTV1) mit
Haloferax tailed virus 1 (HFTV1)[12]

    - Gattung Saldibavirus (1 Spezies)
      - Spezies Saldibavirus natrii (früher Saldibavirus HRTV4) mit
Halorubrum tailed virus 4 (HRTV4, HRTV-4)[13]

  - Familie Pyrstoviridae (Siphoviren, 1 Gattung)
    - Gattung Hatrivirus (1 Spezies)
      - Spezies Hatrivirus caudatum (früher Hatrivirus HATV3) mit
Haloarcula tailed virus 3 (HATV3, HATV-3)

  - Familie Shortaselviridae (Podoviren, 1 Gattung)
    - Gattung Lonfivirus (1 Spezies)
      - Spezies Lonfivirus codicilli (früher Lonfivirus HSTV1) mit
Haloarcula sinaiiensis tailed virus 1 (HSTV1, HSTV-1)[14]